# سسک نیزار آفریقایی
سسک نیزار آفریقایی یا سسک تالابی آفریقایی (نام علمی: Acrocephalus baeticatus) یک گونه از سسکان جهان قدیم از سردهٔ سسک‌های نیزار است. در بیشتر مناطق آفریقا در جنوب صحرا تولیدمثل می‌کند. در درون این قاره مهاجر است و جمعیت زادآور جنوبی در زمستان در نیمکره جنوبی به مناطق گرمسیری نقل مکان می‌کند.
گاهی این پرنده را به عنوان زیرگونه سسک نیزار معمولی Acrocephalus scirpaceus در نظر می‌گیرند.